# پیمایش (علوم سلامت)
در تحقیق سوژه‌های انسانی، پیمایش (به انگلیسی: Survey) فهرستی از پرسش‌هایی است که هدف آن استخراج داده‌های خاص از گروه خاصی از افراد است. پیمایش‌ها ممکن است از طریق تلفن، پست، اینترنت و همچنین در گوشه و کنار خیابان‌ها یا مراکز خرید انجام شود. از پیمایش‌ها برای جمع‌آوری یا کسب دانش در زمینه‌هایی مانند تحقیقات اجتماعی و جمعیت‌شناسی استفاده می‌شود.

## انواع

### سرشماری
سرشماری عبارت است از شمارش و محاسبه تعداد کل نفرات یا اشیای مورد نظر در مکانی مشخص مانند تعداد کل نفراتی که در یک کشور زندگی می‌کنند. سرشماری محدود به انسانها نیست و ممکن است شامل محصولات و کارگاه‌های صنعتی و کشاورزی نیز شود. یک نوع سرشماری نیز مربوط به حیات وحش است که طی آن گونه‌های مختلف حیوانات وحشی ازقبیل پرندگان، پستانداران، آبزیان و خزندگان سرشماری می‌شوند که این کار توسط سازمان حفاظت محیط زیست در کشور اجرا شده و هدف از آن پی بردن به تعداد افراد جمعیت و مطالعه روی رفتارهای مهاجرتی آنها صورت می‌پذیرد.

### نظرسنجی
هم‌اکنون در کشورهای پیشرفته کاربردی‌ترین نوع نظرسنجی، نظرسنجی اینترنتی است ولی در کشورهایی مانند پاکستان و افغانستان که امکانات نظرسنجی اینترنتی به صورت همگانی میسر نیست، اغلب از شیوه‌های کلاسیک نظر سنجی مانند پرسش و پاسخ یا مصاحبه استفاده می‌شود. در ایران نیز نظرسنجی‌هایی توسط موسسات تحقیقاتی و صدا و سیما در اغلب مشارکت‌های عمومی صورت می‌پذیرد و نظر قشری از جامعه را منعکس می‌سازد.
اخیراً پیشرفت‌هایی در زمینه برگزاری نظرسنجی‌های آنلاین به زبان فارسی حاصل شده‌است که این امکان را فراهم می‌آورد تا کاربران بتوانند فرم‌های نظرسنجی مورد نظرشان را به صورت برخط (آنلاین) ایجاد کنند و آن‌ها را بین افراد توزیع و نتایج را به‌صورت برخط مشاهده کنند. از جمله محاسن نظرسنجی‌های آنلاین می‌توان به موارد زیر اشاره کرد:
- جلوگیری از چاپ فرم‌های کاغذی و حفاظت از محیط زیست
- هزینه پایینتر جهت ایجاد، توزیع و جمع‌آوری فرم‌های نظرسنجی
- سرعت بیشتر در جمع‌آوری و تحلیل داده‌های جمع‌آوری شده
- امکان دسته‌بندی کاربران بر اساس تاریخ و مکان تکمیل فرم‌ها
- امکان برگزاری نظرسنجی به صورت ناشناس ماندن پاسخ دهندگان

## روش‌های پیمایش
در آمار کاربردی، روش‌های پیمایش روش‌هایی برای نمونه‌برداری از یک جامعه آماری هستند که به منظور بهبود میزان پاسخ و دقت پاسخ به پیمایش تدوین می‌شوند. سنجه‌های اندازه‌گیری شده آماره نام دارند که به منظور استنباط آماری در مورد کل جامعه طراحی می‌شوند. گه‌گاه آمارهایی توصیفی نیز گردآوری می‌شوند. نظرسنجی‌ها، پرسشنامه‌ها، و سرشماری‌ها در مورد وضعیت سلامت یا بازار مثال‌هایی از پیمایش هستند. پیمایش ابزار مهمی برای تحقیق در مورد جنبه‌های مختلف جامعه است و اطلاعات مهمی را در اختیار می‌گذارد؛ از جمله زمینه‌هایی که پیمایش در آن کاربر دارد به بازاریابی، روان‌شناسی، سلامت عمومی، و جامعه‌شناسی اشاره کرد.